# Lac Clément
Cet article possède un paronyme, voir Lac Léman.
Le lac Clément est un lac situé dans le quartier de Notre-Dame-des-Laurentides, dans l'arrondissement de Charlesbourg, à Québec.

## Toponymie
Le lac est nommé en mémoire d'Edgar Clément. Ce propriétaire d'une tannerie dans le quartier Saint-Sauveur possédait un terrain et un chalet près du lac dans les années 1940. Le nom est attribué vers 1950 et officialisé par la Commission de toponymie le 5 décembre 1968.

## Géographie
D'une superficie de 8,6 hectares, ce petit lac de tête de forme allongée est alimenté par trois tributaires. Il se déverse dans le ruisseau du Valet, un affluent de la rivière Jaune. Le lac se trouve à la fin du  stade oligo-mésotrophe. L'eau est impropre, les concentrations par les ions chlorures dépassant le seuil de toxicité chronique.

## Histoire
Une Association des propriétaires du lac Clément est formée le 1er octobre 1968.
En raison de sa proximité avec le boulevard Talbot et l'autoroute Laurentienne, la qualité de l'eau du lac est affectée par l'utilisation de sels de déglaçage. En 2019, le lac est le plan d’eau le plus touché par les ions chlorure dans la région de Québec. L'usage des sels de déglaçage durant l'hiver est arrêté sur deux des trois axes routiers à proximité. Un projet pilote d'interception et de désalinisation des eaux avant leur entrée dans le lac devrait voir le jour en 2024.